# Ted Stevens
Ted Stevens, właśc. Theodore Fulton Stevens (ur. 18 listopada 1923, zm. 9 sierpnia 2010) – amerykański polityk, wieloletni senator republikański ze stanu Alaska.

## Życiorys
Urodził się w Indianapolis (Indiana). W latach 1943–1946 służył w lotnictwie wojskowym (w Chinach, 1943–1946), gdzie dosłużył się stopnia porucznika. Odznaczono go dwukrotnie Zaszczytny Krzyż Lotniczy. Potem studiował prawo na Harvardzie. W roku 1950 przeprowadził się do Fairbanks na Alasce (wówczas jeszcze terytorium).
W roku 1956 przeniósł się do Waszyngtonu, gdzie pracował dla departamentu zasobów wewnętrznych. Był wówczas orędownikiem przyjęcia Alaski i Hawajów do Unii, co też nastąpiło w roku 1959. Rok później prezydent Dwight D. Eisenhower mianował Stevensa głównym prawnikiem tegoż resortu.
W latach 1965–1968 był członkiem stanowej Izby Reprezentantów Alaski. W czasie swej drugiej w niej kadencji był liderem większości. Po raz pierwszy kandydował do senatu federalnego w 1962, ale przegrał z urzędującym demokratą Ernestem Grueningiem.
24 grudnia 1968 został senatorem z Alaski. Po śmierci senatora Bartletta gubernator Walter Joseph Hickel mianował go na wakujące miejsce. Aczkolwiek w tym samym roku wybrano do senatu z Alaski demokratę Mike’a Gravela, objął on jednak urząd dopiero 3 stycznia 1969, co automatycznie dało Stevensowi pierwszeństwo (ang. Senior Senator). Tak więc starszym senatorem był niemal cały czas od objęcia urzędu, z wyjątkiem 10 dni (dla porównania Robert Byrd najdłużej służący senator nie tylko w obecnym Kongresie, ale i w całej historii amerykańskiej, został starszym senatorem dopiero w 1985, a zasiada od 1959. Inny z najstarszych stażem senatorów, Fritz Hollings, zasiadał w latach 1966–2003 wraz ze Stromem Thurmondem, a starszeństwo dzierżył tylko przez ostatnie dwa lata, czyli 2003–2005).
Wybierano go ponownie na ten urząd w latach 1970, 1972, 1978, 1984, 1990, 1996 i 2002. Jego kadencja upłynęła w roku 2008.
Po przejęciu w roku 2002 przez republikanów kontroli nad senatem, Stevens, jako najdłużej służący republikański senator przejął z rąk demokraty Roberta Byrda urząd przewodniczącego pro tempore Senatu, czyli formalnie czwartej osoby w państwie. Sprawował go 4 lata do 4 stycznia 2007, kiedy, po stracie większości przez republikanów, ponownie został nim Byrd. 
Był politykiem o umiarkowanych poglądach. Opowiadał się m.in. za prawem kobiet do przerywania ciąży, oraz głosował w roku 1999, mimo silnej presji wielu kolegów, jako jeden z bardzo nielicznych republikanów za uniewinnieniem prezydenta Billa Clintona z pierwszego zarzutu procesu w senacie o impeachment. 
W roku 2003 senator Stevens został posądzony o naruszenie przepisów dotyczących zawierania kontraktów przez rząd.
Jego pierwsza żona, Ann Cherrington, z którą miał córki Susan, Beth oraz synów Waltera, Bena i Teda, zginęła w katastrofie lotniczej na lotnisku w Anchorage (nazwanym dziś imieniem senatora). Lecący z nią Stevens przeżył. Z drugą żoną, Catherine Ann Chandler, miał córkę Lily. Jego syn, Ben Stevens, jest obecnie przewodniczącym senatu stanu Alaska.
Senatorowie Byrd i Stevens byli bliskimi przyjaciółmi.
Decyzją ławy przysięgłych z 27 października 2008 roku został uznany winnym korupcji, w tym siedmiokrotnego składania fałszywych oświadczeń majątkowych. Ławnicy uznali, że Stevens zataił darowizny o wartości ponad 250 tysięcy dolarów jakie otrzymał od firmy Veco Corp zajmującej się budową rurociągów i urządzeń do przetwarzania ropy naftowej.
Kilka dni po wyroku odbyły się wybory do Senatu. Stevens otrzymał w nich 147 814 głosów (45,16%). Wybory wygrał Demokrata Mark Begich (urzędujący burmistrz Anchorage), który zdobył niespełna 4 tysięcy głosów więcej (46,36%).
Poniósł śmierć w katastrofie lotniczej na Alasce 9 sierpnia 2010 roku.